# جيش التمرد الأوكراني
جيش التمرد الأوكراني (بالأوكرانية: Українська повстанська армія, УПА)، هي قوات شبه عسكرية مكونة من القومية الأوكرانية، والتي أصبحت في وقت لاحق جيش حزبي قام بسلسلة من حرب العصابات خلال صراعات الحرب العالمية الثانية ضد كل من ألمانيا النازية والاتحاد السوفيتي وتشيكوسلوفاكيا، وكذلك كل من «دولة بولندا تحت الأرض» (Polish Underground State) وجمهورية بولندا الشعبية. نشأ جيش المتمردين من تشكيلات مسلحة منفصلة من منظمة القوميين الأوكرانية - بانديرا وفصيل (OUN-B)، وغيرها من التشكيلات الوطنية المتشددة، وبعض المنشقين من الشرطة الأوكرانية، ومن تعبئة السكان المحليين وغيرها القيادة السياسية للجيش تابعة ل منظمة الأوكرانية القوميين - بانديرا.

## المنظمة
تداخل هيكل التوجه القومي الأوكراني (أو بّي إيه) مع الحزب السياسي القومي السري، تنظيم القوميين الأوكرانيين (يو بّي إيه)، في شبكة مركزية متطورة. كان التوجه القومي الأوكراني مسؤولًا عن العمليات العسكرية بينما كان تنظيم القوميين الأوكرانيين مسؤولًا عن الواجبات الإدارية، وكان لكل منهما سلسلة من القيادات الخاص به. كانت الإدارات الرئيسية الستة هي العسكرية والسياسية والخدمات الأمنية والتعبئة العسكرية والموارد والصليب الأحمر الأوكراني. على الرغم من الانقسام بين (يو بّي إيه) و (أو يو إيه)، كان هناك تداخل بين مناصبهما وكثيرًا ما كان القادة المحليون لكل منهما هم نفس الأشخاص. اقترضت الأساليب التنظيمية من الجيش الألماني والبولندي والسوفيتي وجرى تكييفها، في حين أن يو بّي إيه استند في تدريباته إلى دليل وحدة ميدانية معدل للجيش الأحمر.
يتألف الطاقم العام الذي شكل في نهاية عام 1943 من العمليات والاستخبارات والتدريبات والخدمات اللوجستية وإدارات شؤون الموظفين والتثقيف السياسي. كانت أكبر وحدات يو بّي إيه هي الكورين، والتي تألفت من 500-700 جندي وهي تعادل الكتائب في الجيش النظامي والتي تعد أصغر وحداته، كان ريس (حرفيًا يعني سرب النحل)، مع ثمانية إلى عشرة جنود وهي تعادل الحظيرة (وحدة عسكرية). اتحدت من حين لآخر، وخاصة في فولين، خلال بعض العمليات أكثر من كورين مع بعضها البعض لتشكيل لواء.
كان قادة اليو بّي إيه هم: فاسيل إيفاخيف (ربيع- 13 مايو من عام 1943) وديمترو كليشكيفسكي ورومان شوخيفيتش (يناير من عام 1944 وحتى عام 1950) وأخيرًا فاسيل كوك.
في نوفمبر من عام 1943، اعتمد اليو بّي إيه هيكلًا جديدًا، وخلق مقرًا عسكريًا رئيسيًا وثلاثة مناطق تابعة له: يو بّي إيه الغربي ويو بّي إيه الشمالي واليو بّي إيه الجنوبي. أُنشئت ثلاث مدارس عسكرية لموظفي قيادة منخفضة المستوى.
شكل رجال الشرطة السابقون نسبة كبيرة من قيادة اليو بّي إيه، وشكلوا نص الأعضاء في عام 1943. من حيث الخلفية الاجتماعية لجنود اليو بّي إيه كان 60% منهم من الفلاحين ذوي الدخل المنخفض وحتى المعتدل، ونحو 20% إلى 25% من الطبقة العاملة (في المقام الأول عمال صناعات الأخشاب والأغذية) و15% من النخبة المثقفة (الطلاب والمهنيين في المناطق الحضرية). قدمت المجموعة الأخيرة جزءًا كبيرًا من المدربين العسكريين في الجيش الشعبي الموحد. فيما يتعلق بأصول أعضاء يو بّي إيه، كان 60% منهم من غاليسيا و 30% من فولينيا وبوليسيا.
يتنوع عدد مقاتلي اليو بّي إيه. يقدر تقرير الأبفير الألماني في نوفمبر من عام 1943 أن اليو بّي إيه تمتلك 20,000 جنديًا، بينما يقدر آخرون أن الرقم في ذاك الوقت بلغ 40,000. بحلول صيف عام 1944، تفاوتت تقديرات عضوية الاتحاد بين 25,000 إلى 30,000 مقاتلًا وصولًا إلى 100,000 بل وحتى 200,000 جنديًا.

### التحية
ظهرت التحية: «المجد لأوكرانيا! المجد للأبطال!» في الثلاثينيات من القرن العشرين بين أعضاء تنظيم القوميين الأوكرانيين (أو يو إن) وجيش التمرد الأوكراني (يو بّي إيه) اللذان بدأا استخدام هذا الشعار.

### النشيد الوطني

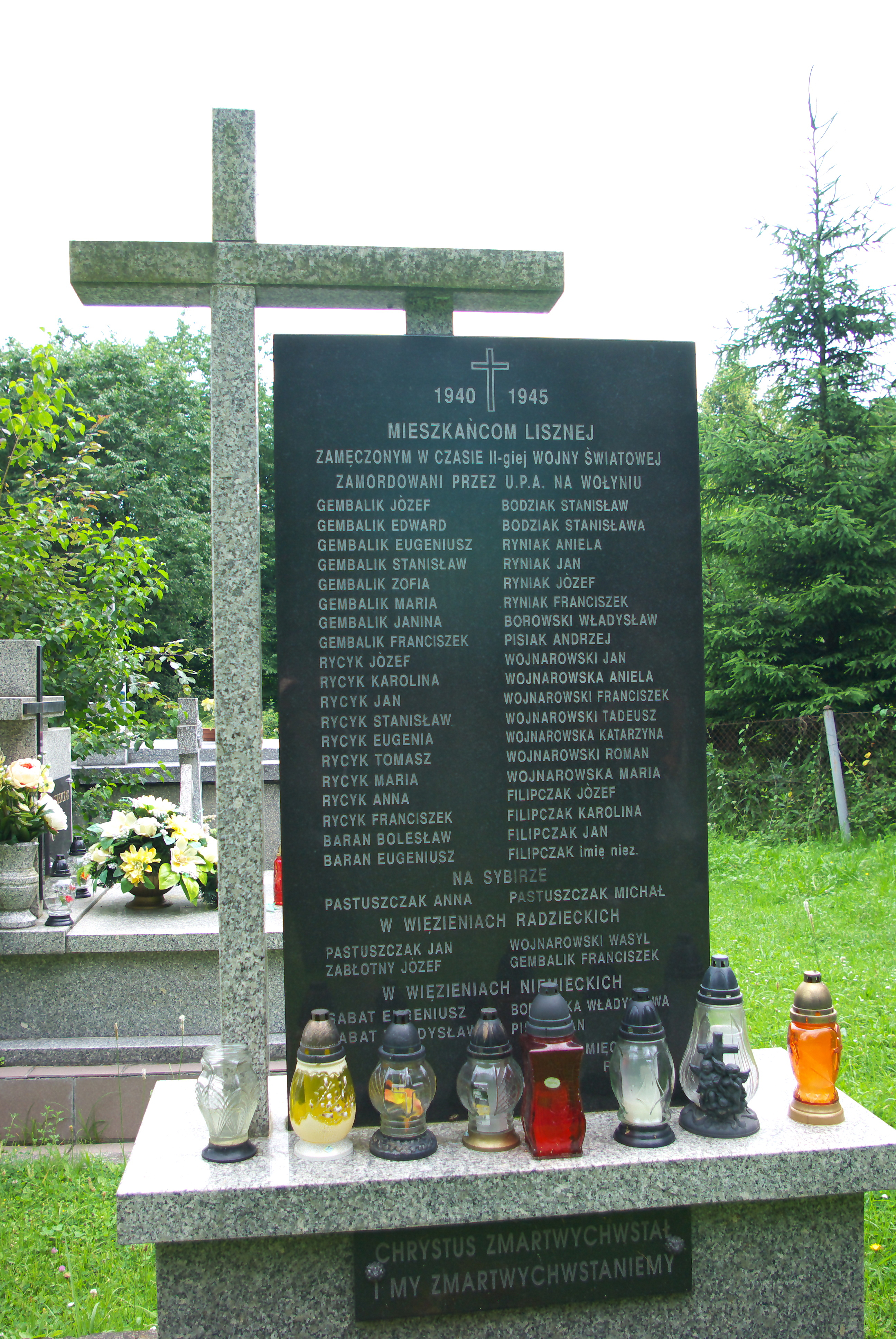
Monument to بولنديون killed by UPA, Liszna, Poland

Westward shift of Poland after World War II. The respective German، إجلاء السكان البولنديين and Ukrainian populations were expelled.

سمي نشيد جيش التمرد الأوكراني مسيرة القوميين الأوكرانيين، والمعروف أيضًا باسم ولدنا في ساعة عظيمة. اعتمدت هذه الأغنية التي كتبها أوليس بابيي بشكل رسمي من قبل قيادة منظمة القوميين الأوكرانيين في عام 1932. كانت المنظمة خليفة لفرقة سيتش ريفلمان الأوكرانية التي كان نشيدها «شيروفونا كالينا». كان قادة سيتش ريفلمان الأوكرانية يفهين كونوفاليتس وأندري ميلنيك من الأعضاء المؤسسين لمنظمة القوميين الأوكرانيين. لهذا السبب، كثيرًا ما استخدم جيش المتمردين الأوكراني نشيد «شيرفونا كالينا».

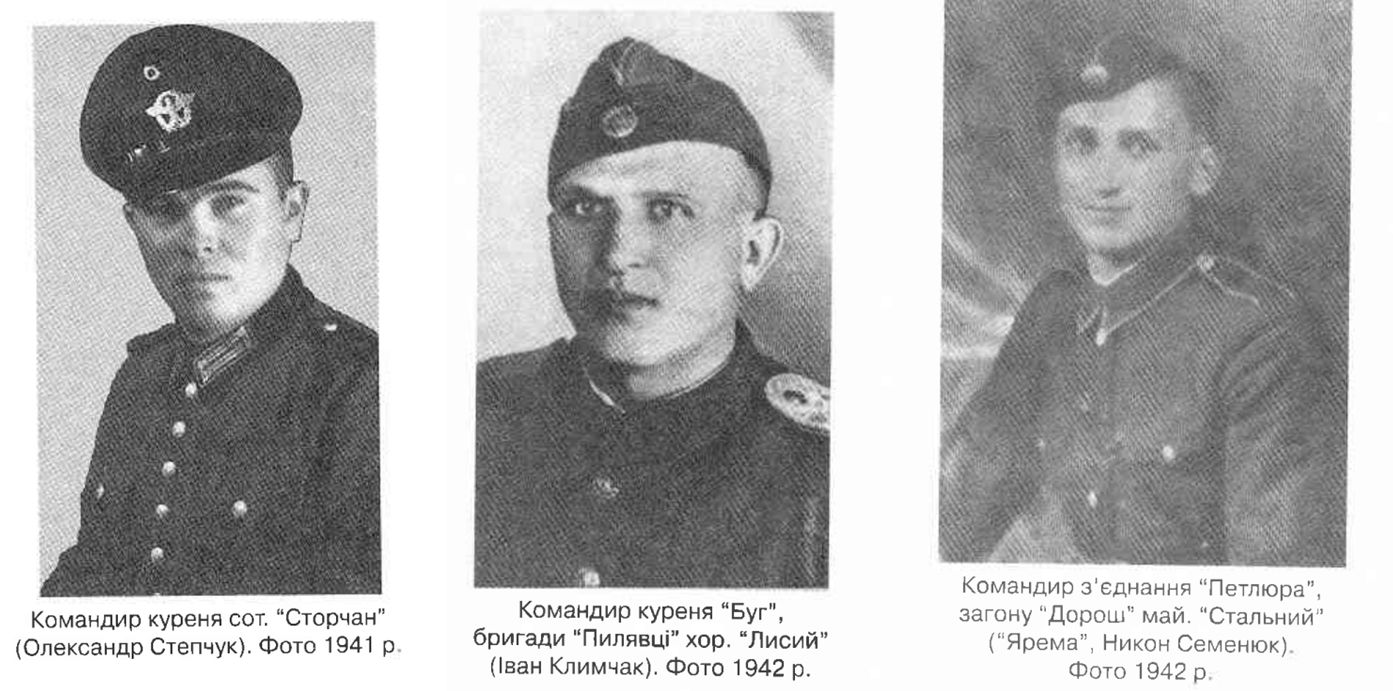
UPA Commanders left to right: Oleksander Stepchuk, Ivan Klimchak, Nikon Semeniuk 1941-1942

## ألبوم

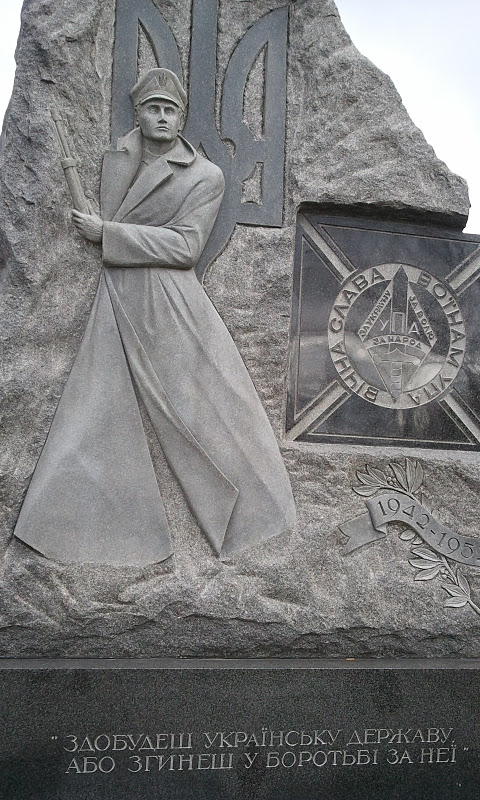
Monument to UPA veterans at St. Volodymyr Cemetery, أوكفيل (أونتاريو)
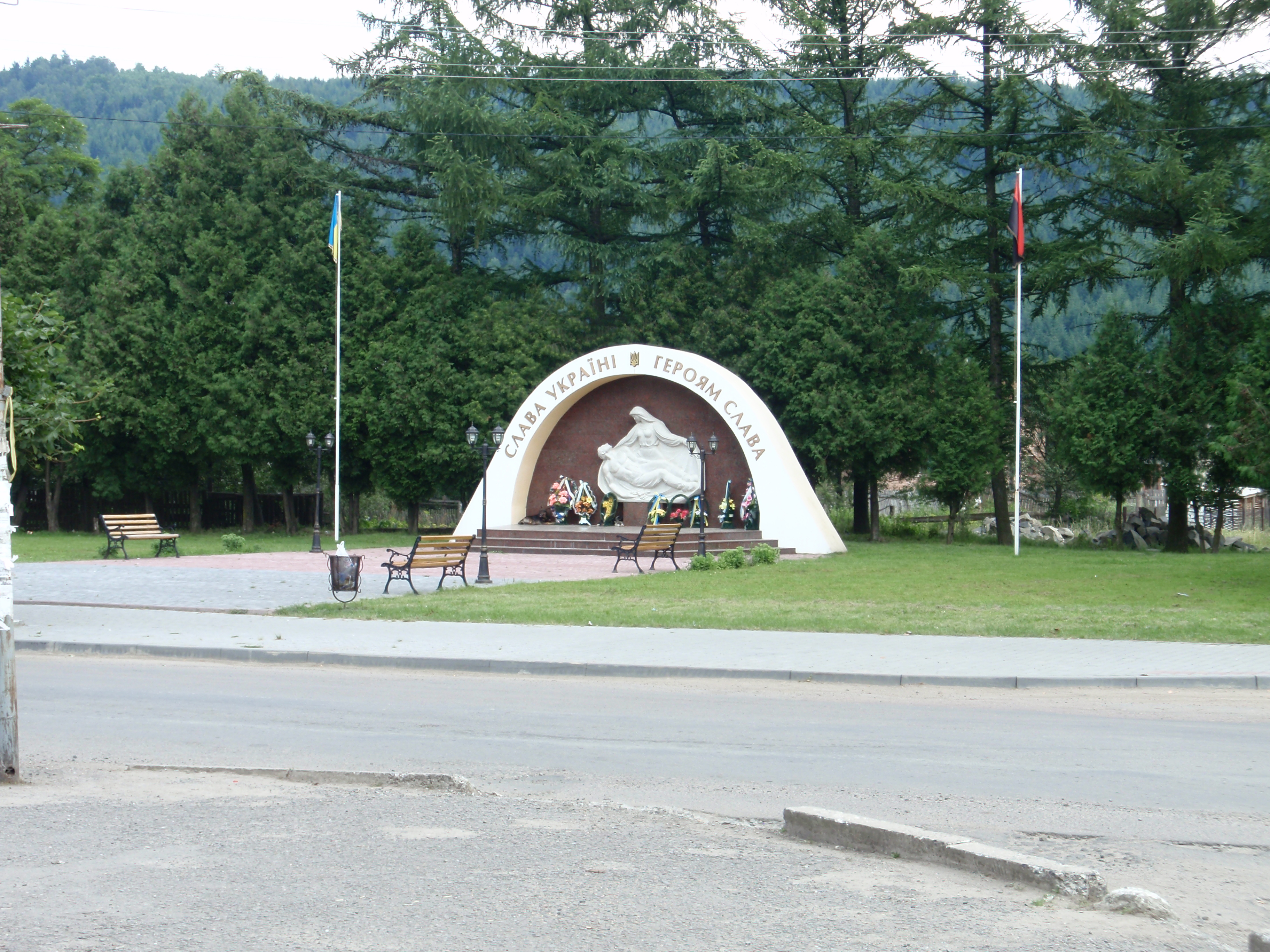
Monument to heroes of UPA, Skole، لفيف أوبلاست، أوكرانيا
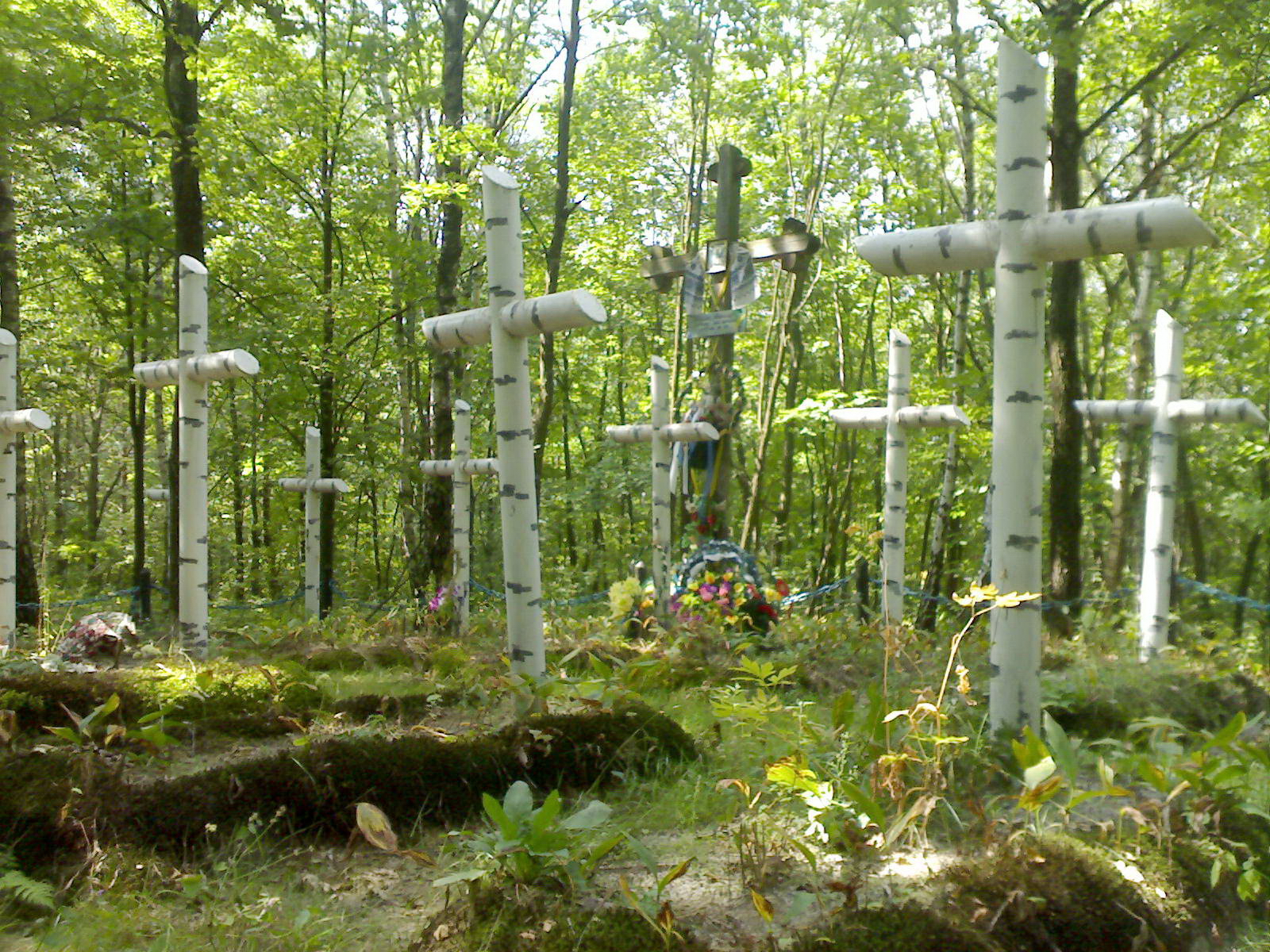
Cemetery of UPA soldiers, Antonivci, تيرنوبل أوبلاست، أوكرانيا
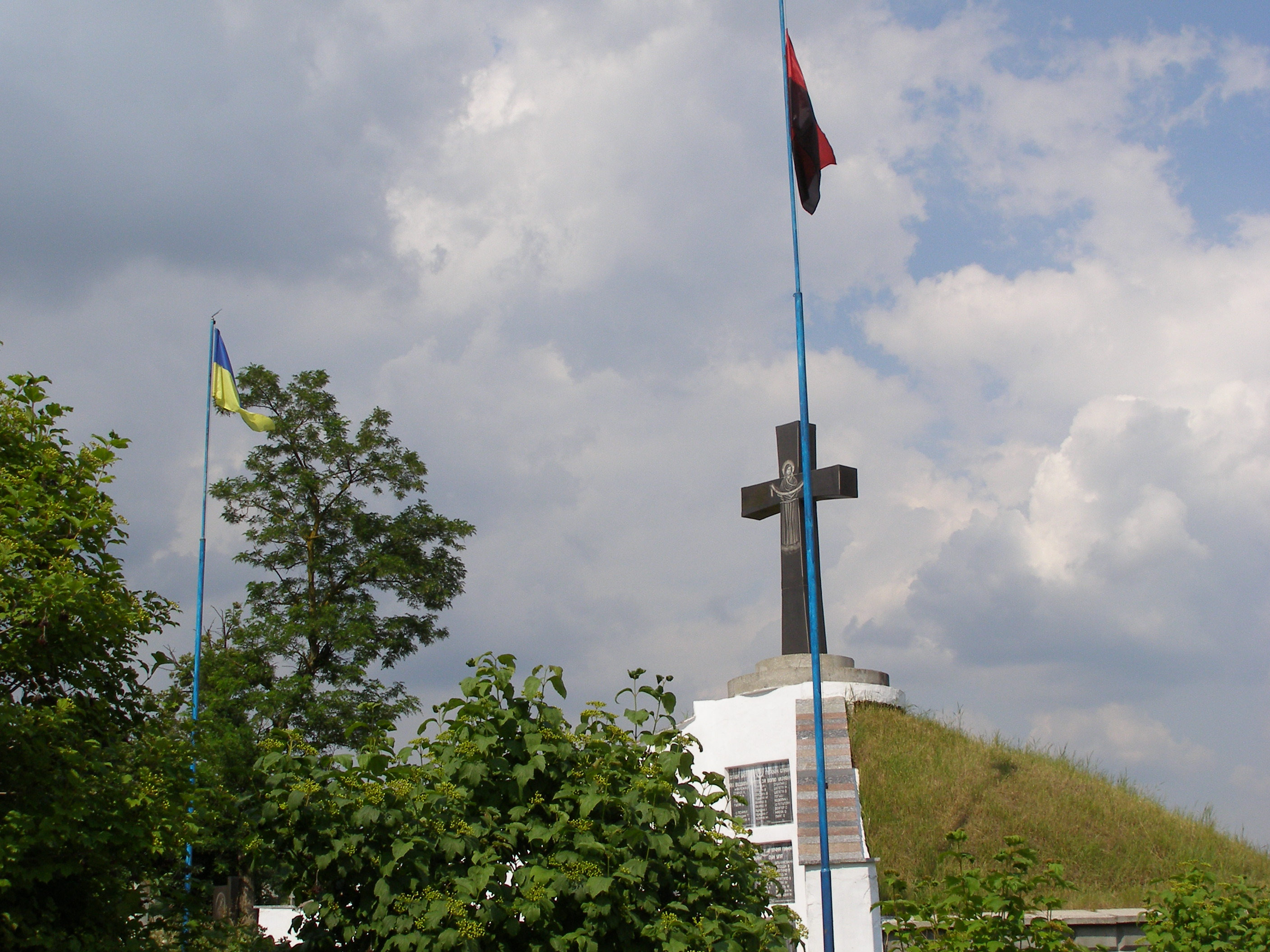
Monument to the soldiers of UPA, بيريجاني، تيرنوبل أوبلاست، أوكرانيا
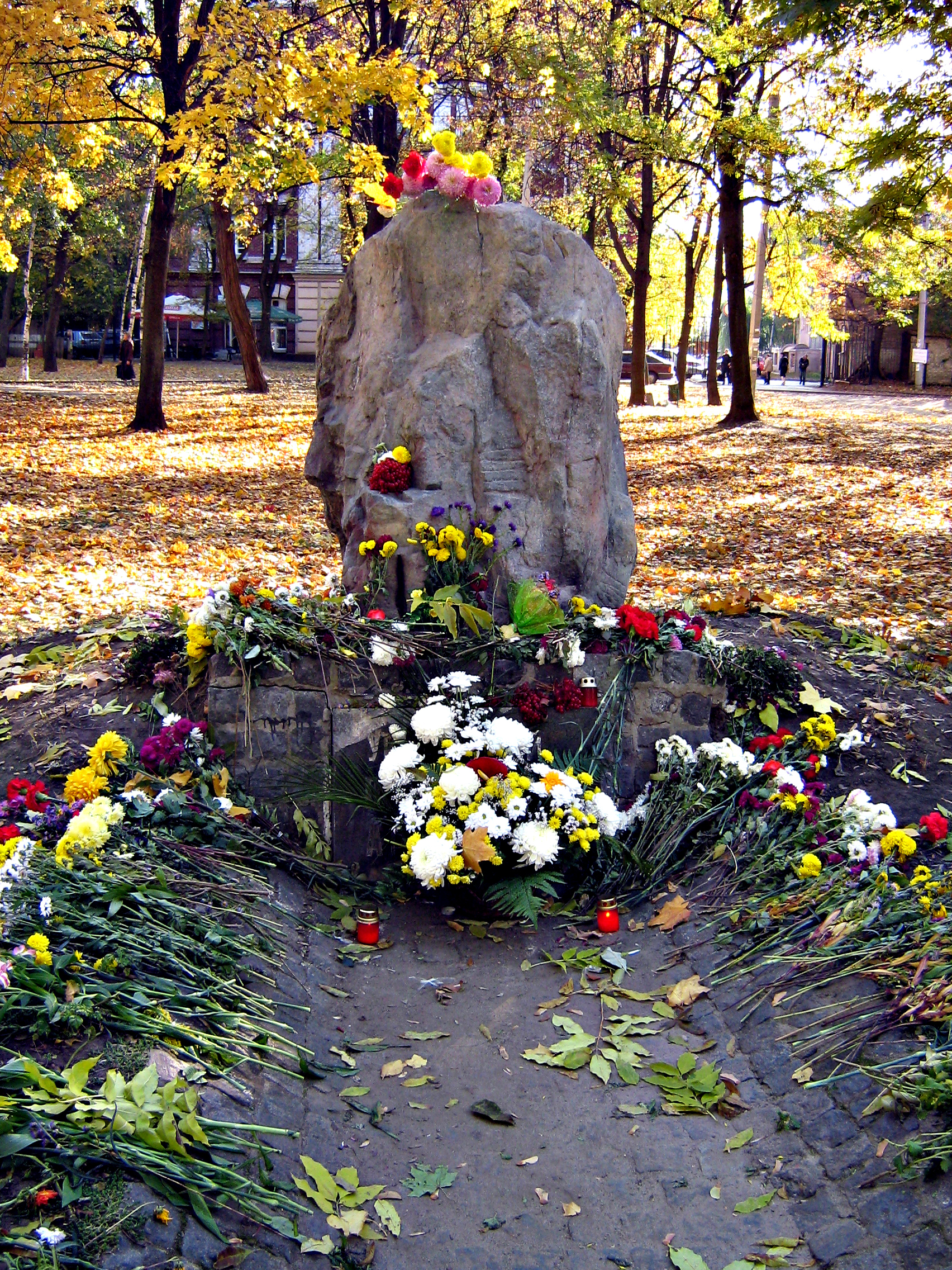
Memorial for UPA soldiers, خاركيف، أوكرانيا
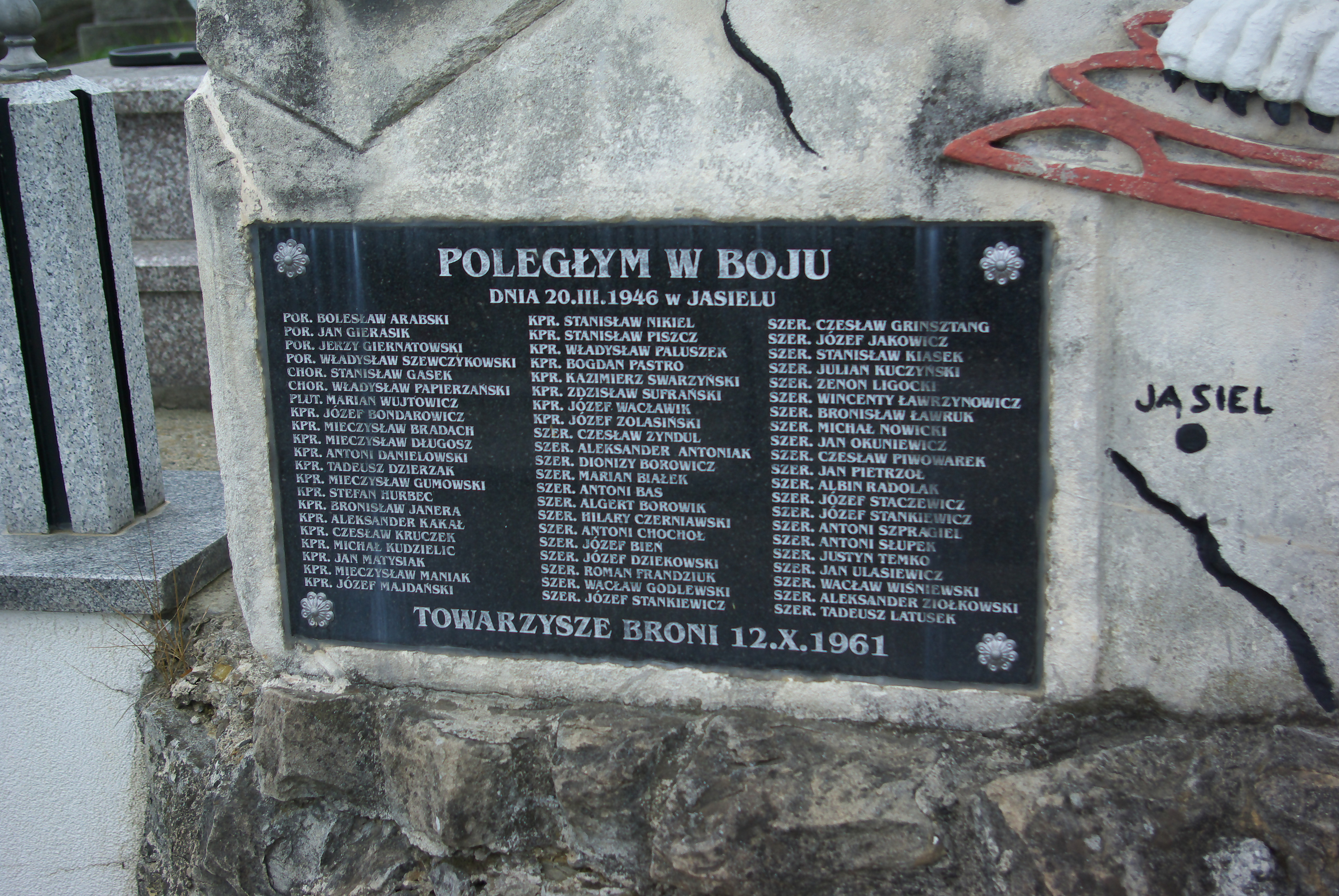
Monument to Polish soldiers killed by UPA in Jasiel, south-eastern Poland, in 1946, بولندا
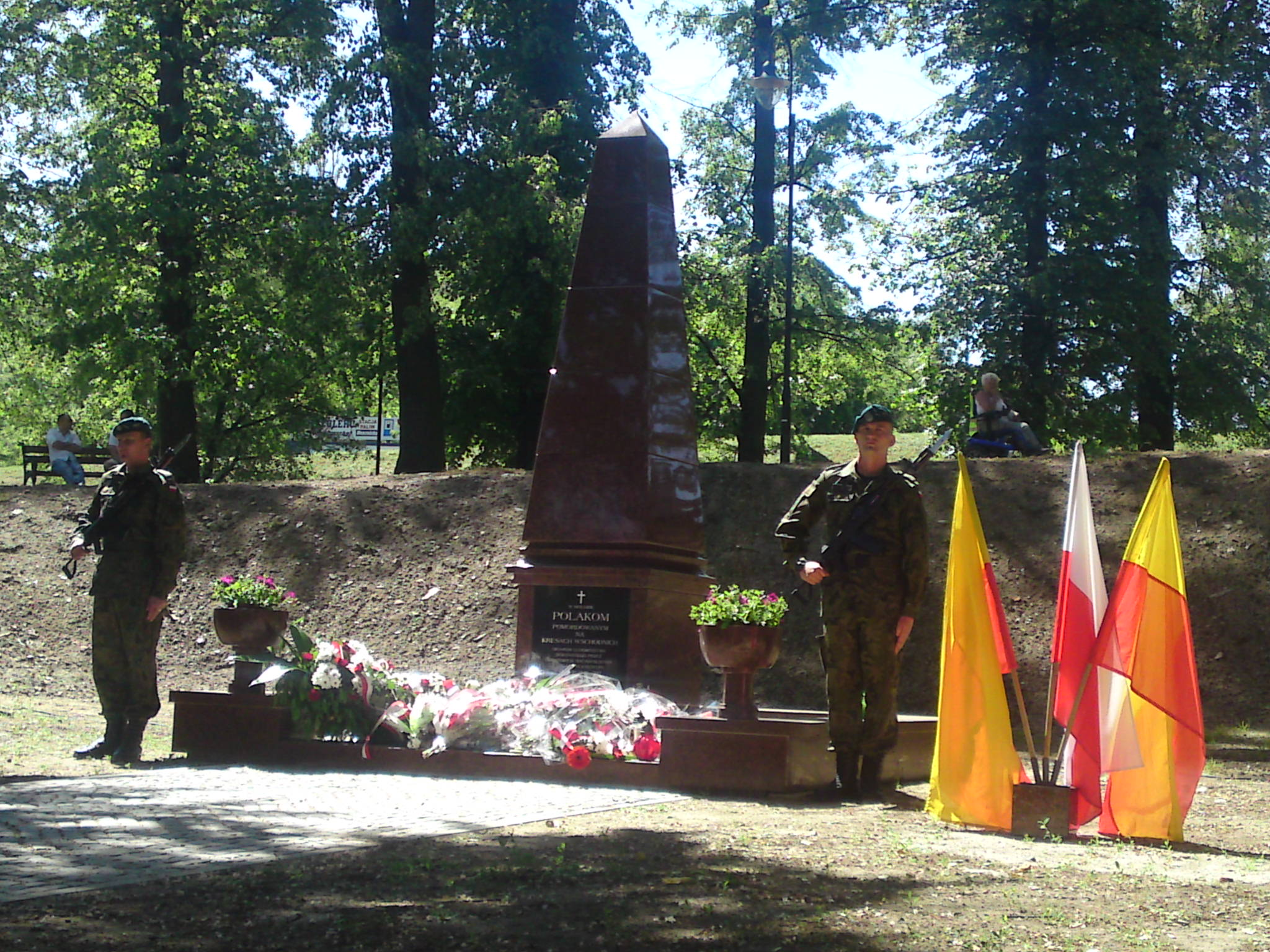
Monument to the Polish victims of UPA in Kłodzko, بولندا
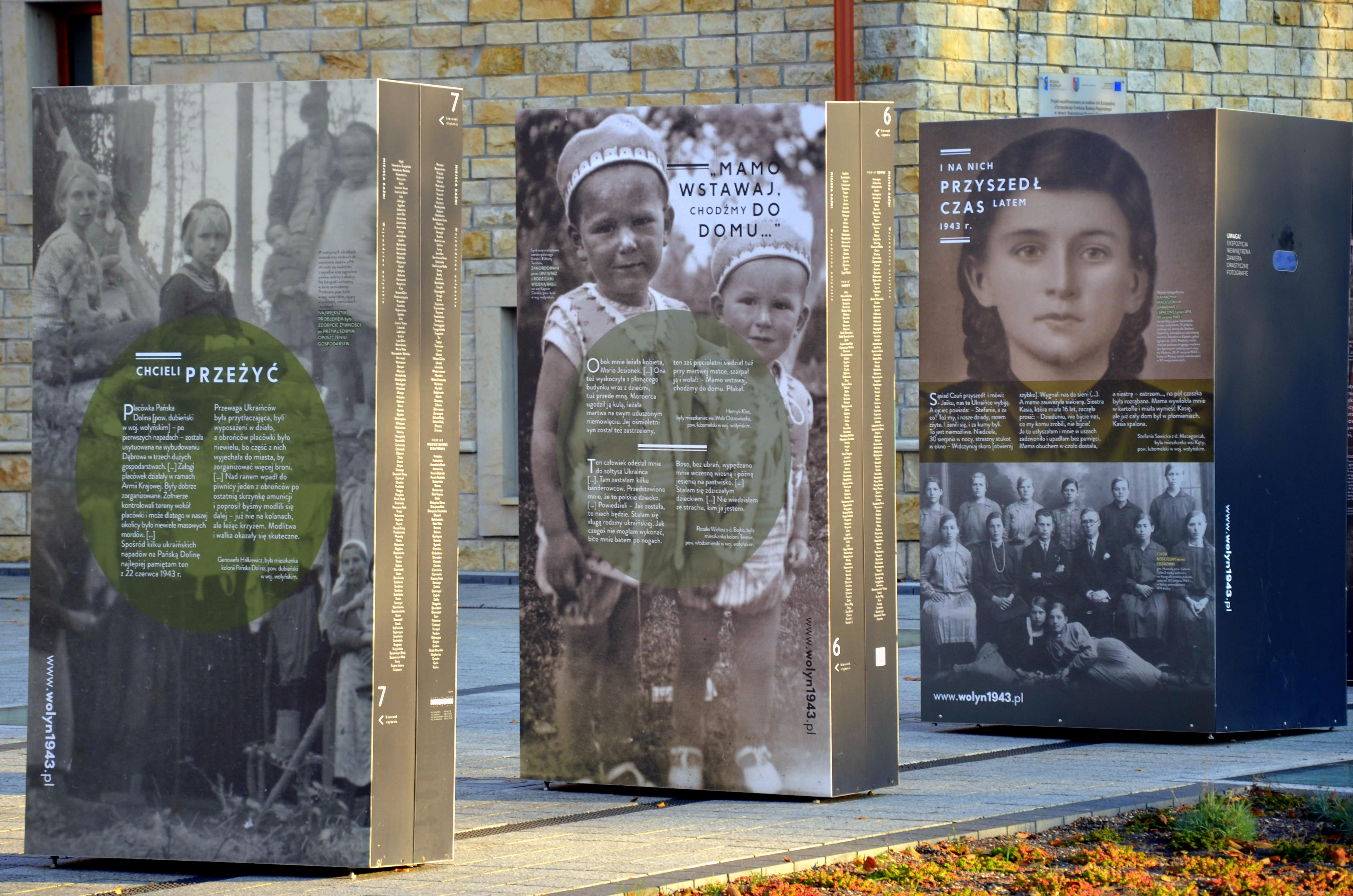
Wołyń 1943 (exhibition), Sanok, بولندا
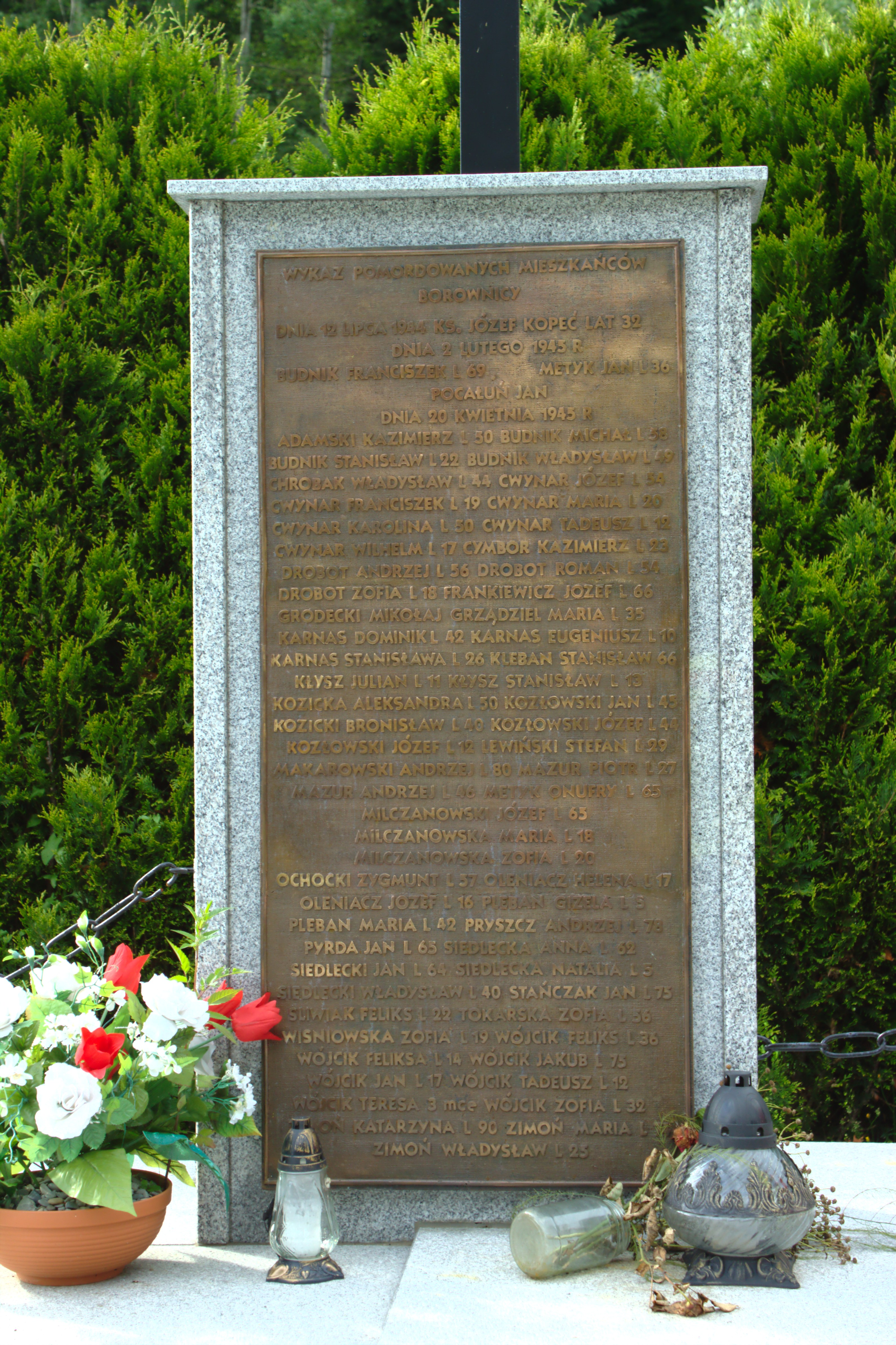
Monument to the Polish victims killed by UPA, Borownica, Podkarpackie Voivodeship، بولندا
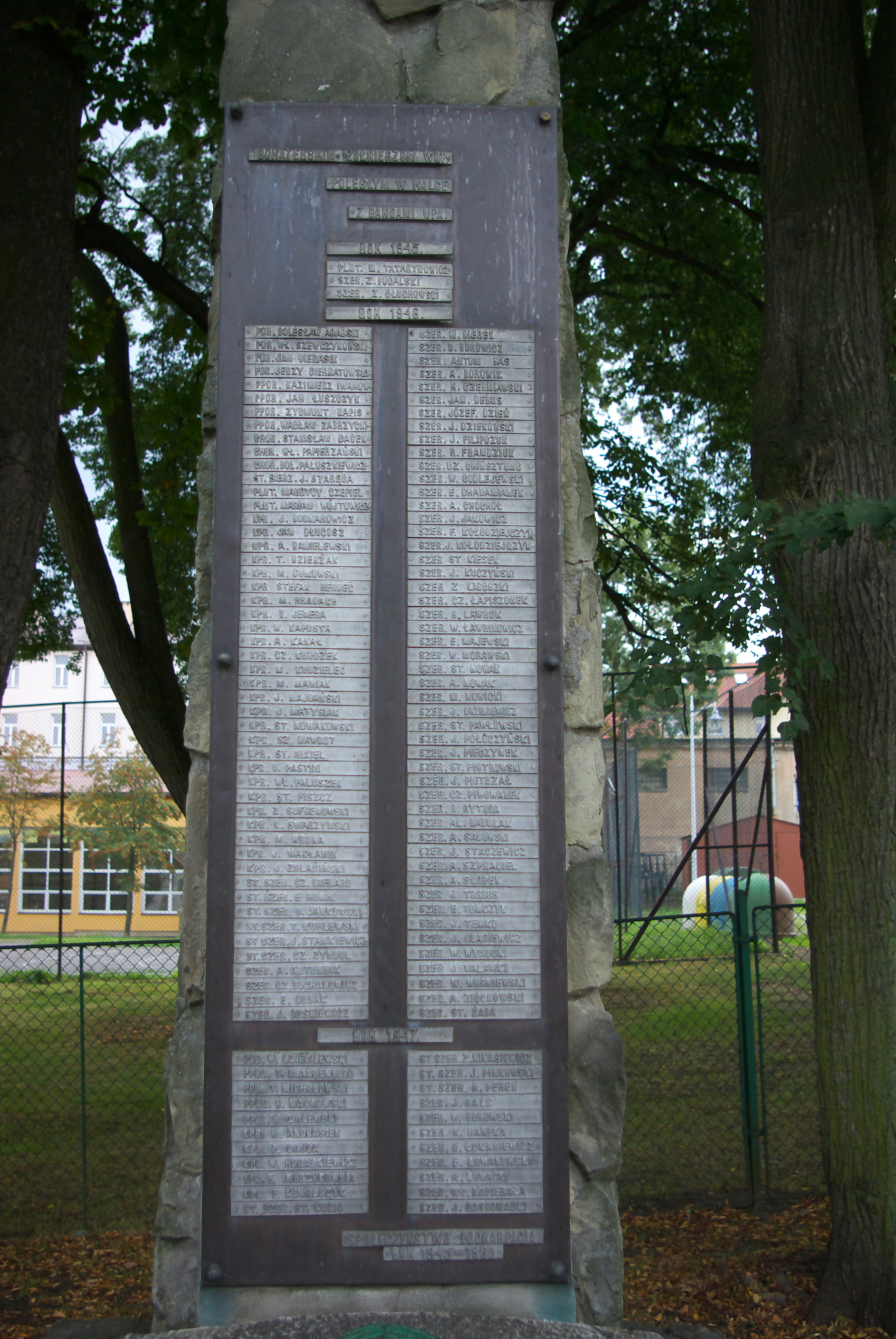
Monument to Polish border guards who fell 1945-1947 fighting with UPA in سانوك، بولندا
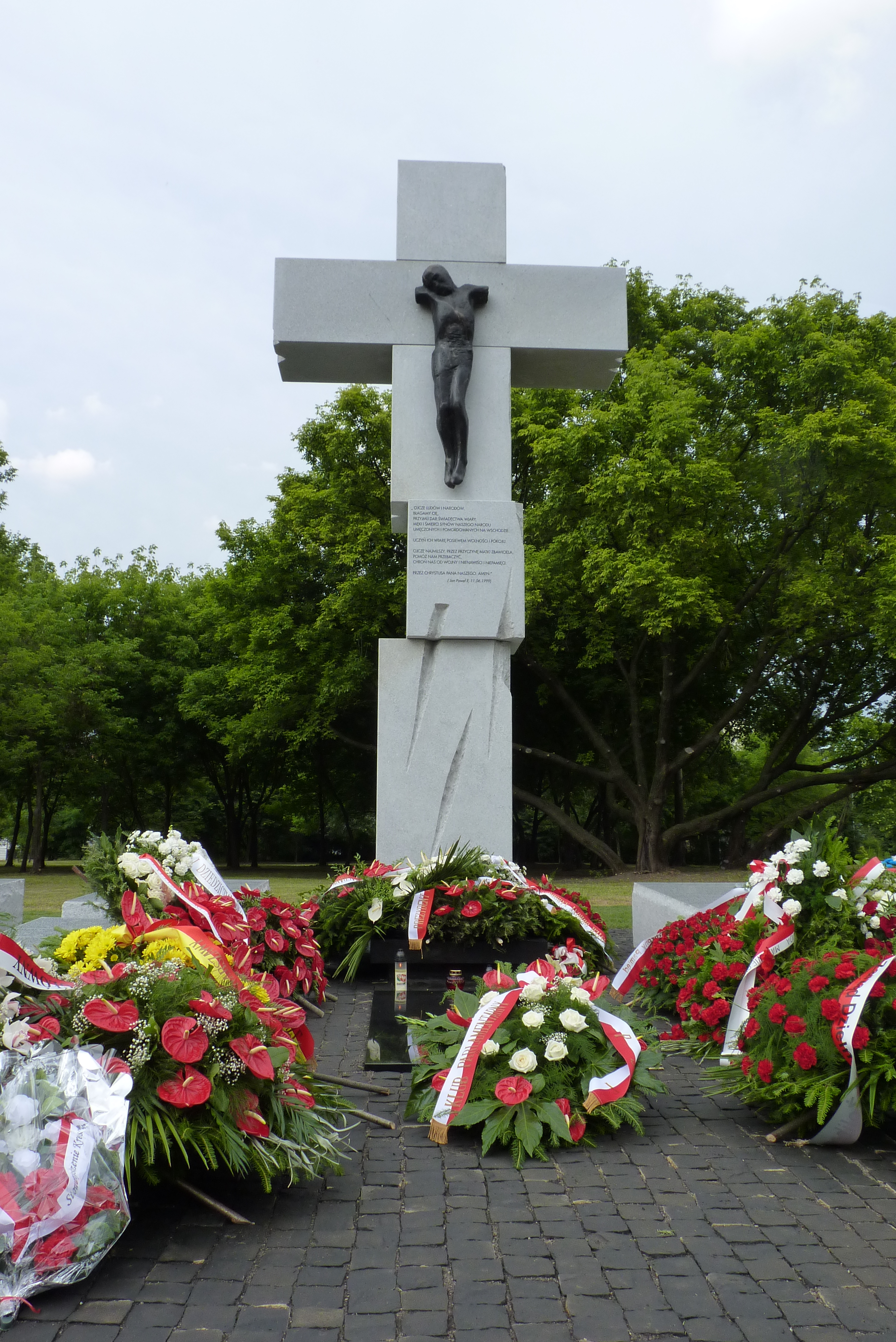
Monument in وارسو, Poland

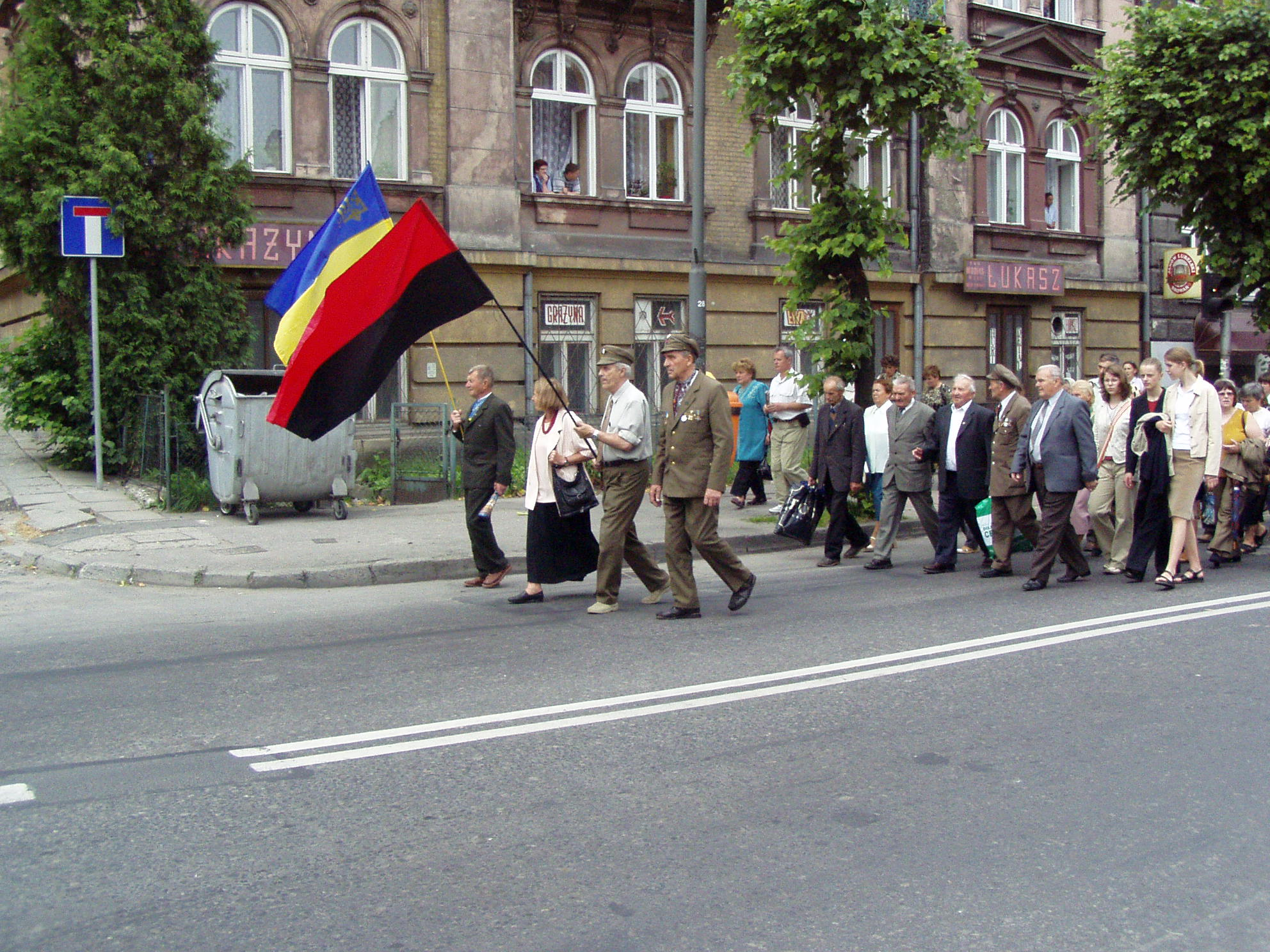
March of UPA veterans through Przemyśl

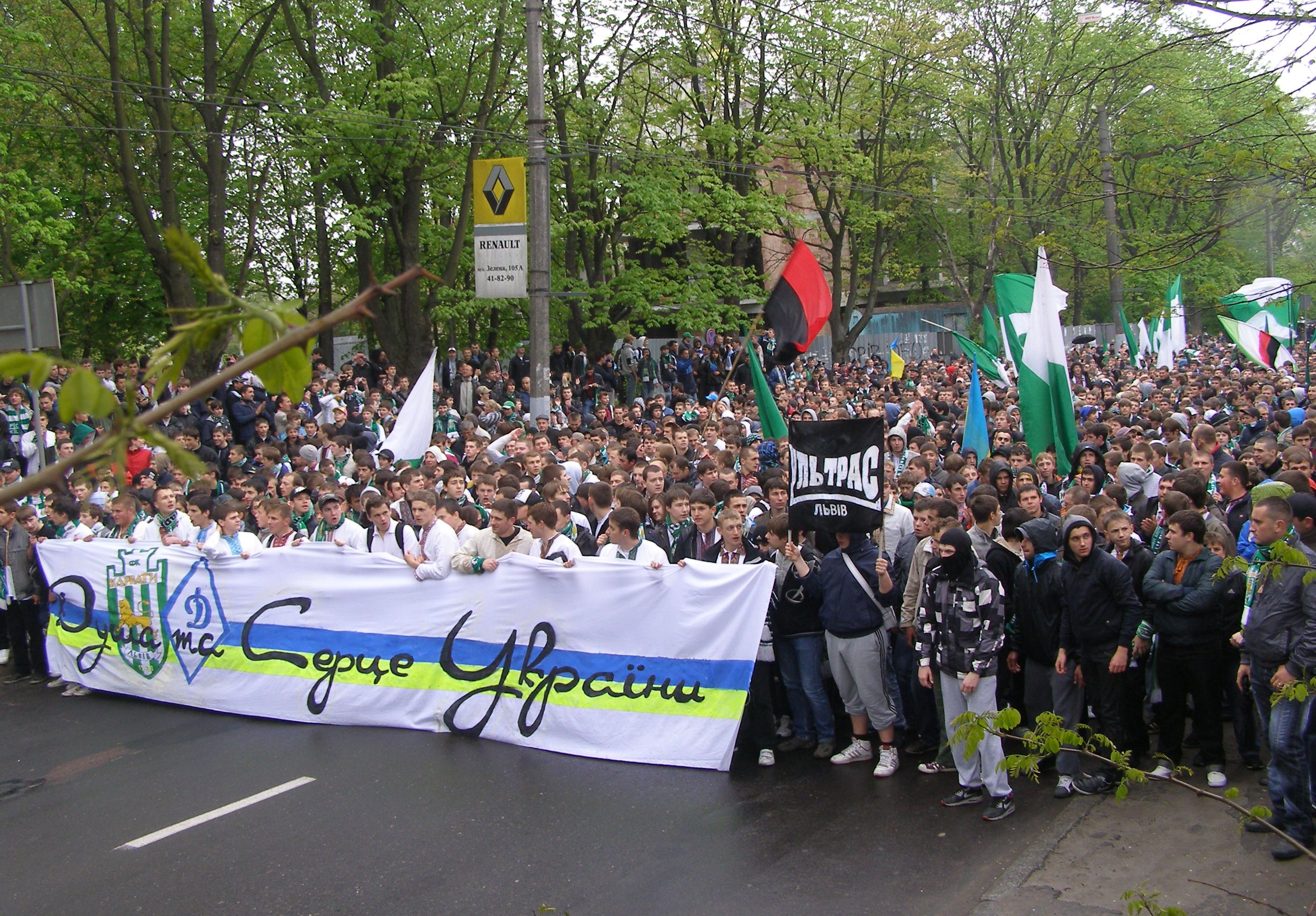
Ultras of نادي كارباتي لفيف and نادي دينامو كييف wave the flag of the UPA, May 2011

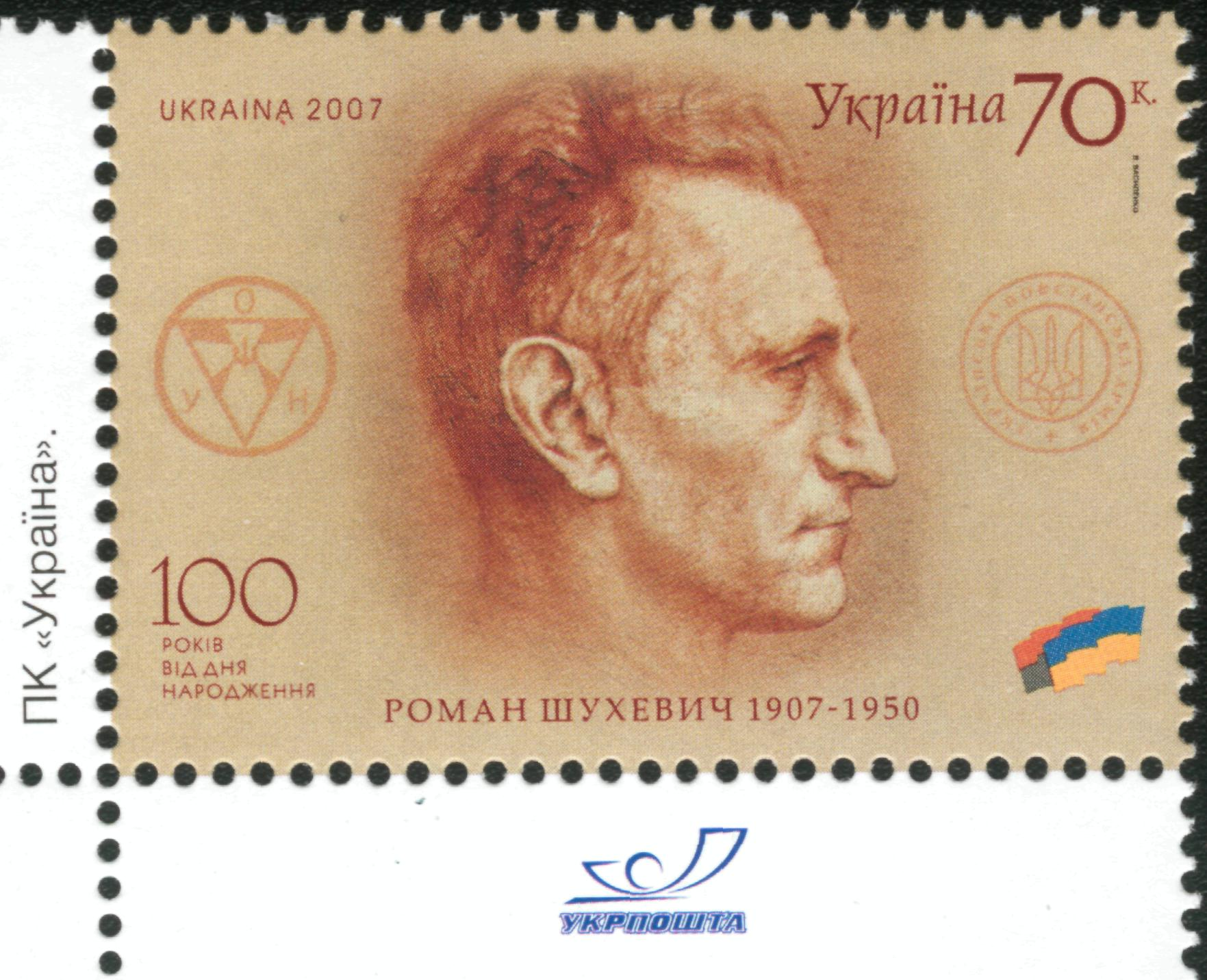
Ukrainian postage stamp honoring رومان شوخيفيتش on 100th anniversary (2007) of his birth.

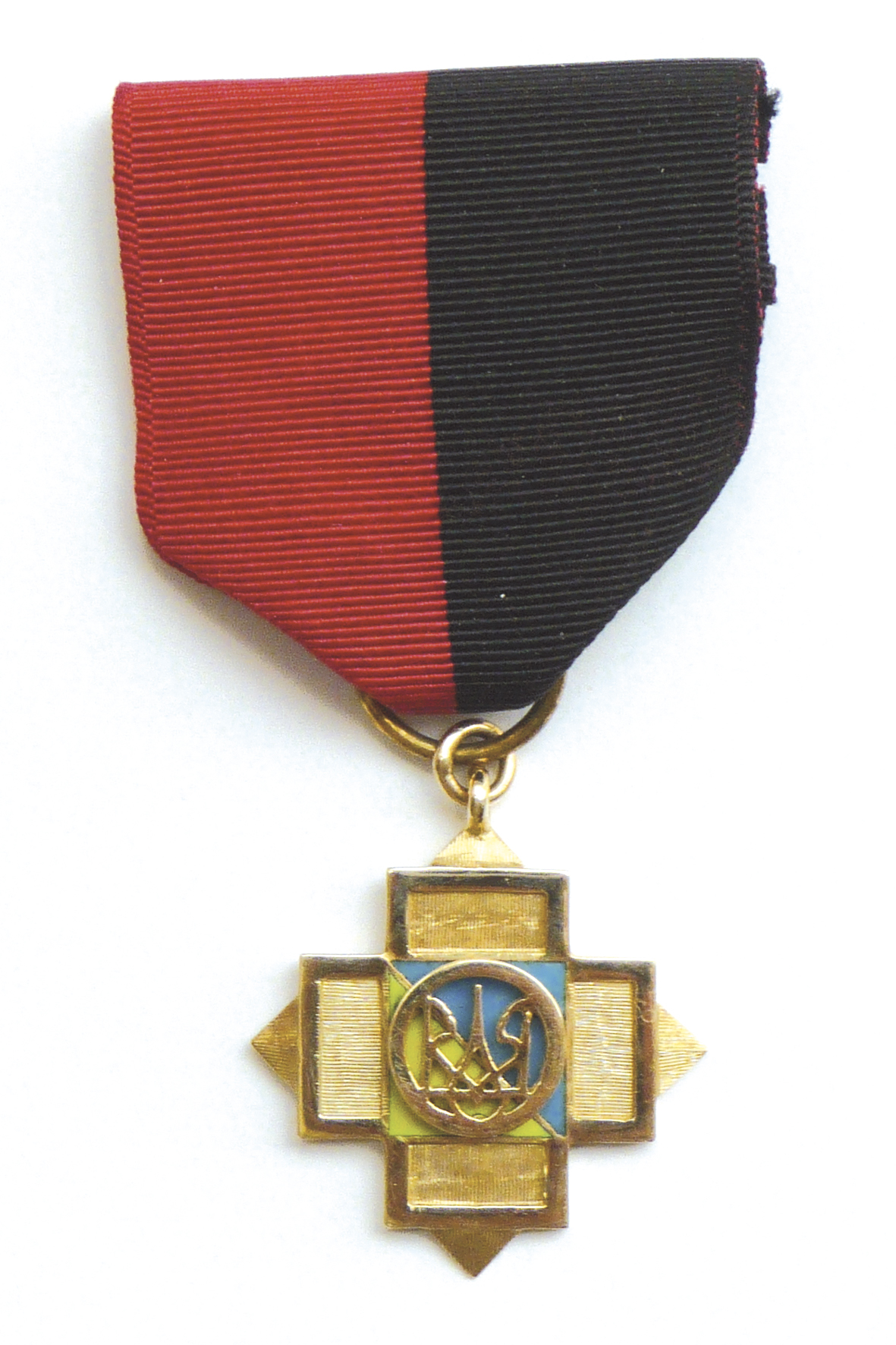
Golden Cross "25th anniversary of UPA" of ru (1967)

Cross of Combat Merit

## كتب

### باللغة الإنجليزية
- Subtelny، Orest (1988). Ukraine: A History. Toronto: University of Toronto Press. {{استشهاد بكتاب}}: تجاهل المحلل الوسيط |الرقم المعياري= لأنه غير معروف، ويقترح استخدام |ردمك= (مساعدة)
- Davies، Norman (2005). God's playground: a history of Poland: in two volumes, Vol. 2, Chapter 19. Oxford, New York: Oxford University Press. {{استشهاد بكتاب}}: تجاهل المحلل الوسيط |الرقم المعياري= لأنه غير معروف، ويقترح استخدام |ردمك= (مساعدة)
- Jeffrey Burds (1997). "Agentura: Soviet Informants' Networks & the Ukrainian Underground in Galicia, 1944-48", East European Politics and Societies v.11
- Volodymyr Viatrovych, Roman Hrytskiv, Ihor Derevianyj, Ruslan Zabilyj, Andrij Sova, Petro Sodol'. The Ukrainian Insurgent Army: A History of Ukraine's Unvanquished Freedom Fighters (exhibition brochure). Lviv 2009.

### باللغة الأوكرانيه
- Антонюк Ярослав Діяльність СБ ОУН на Волині. –Луцьк : «Волинська книга», 2007. – 176 с.
- Антонюк Ярослав Діяльність СБ ОУН(б) на Волині та Західному Поліссі (1946 – 1951 рр.): Монографія. – Луцьк:«Надстир’я-Ключі», 2013. – 228 с.
- УПА розпочинає активні протинімецькі дії (UIA Start the Active anti-German actions) (За матеріалами звіту робочої групи істориків Інституту історії НАН України під керівництвом проф. Станіслава Кульчицького)
- Володимир В'ятрович, Ігор Дерев'яний, Руслан Забілий, Петро Солодь. Українська Повстанська Армія. Історія Нескорених. Третє видання. Львів (2011). ISBN 978-966-15-9403-5.
- Петро Мірчук. Українська Повстанська Армія 1942-1952 نسخة محفوظة 14 أكتوبر 2007 على موقع واي باك مشين.. Львів 1991. ISBN 5-7707-0602-3.
- Юрій Киричук. Історія УПА. Тернопіль 1991.
- С.Ф. Хмель. Українська партизанка نسخة محفوظة 14 أكتوبر 2007 على موقع واي باك مشين.. Львів 1993.
- Іван Йовик. Нескорена армія نسخة محفوظة 11 مارس 2007 على موقع واي باك مشين.. Київ 1995. ISBN 5-7707-8609-4.
- Анатоль Бедрій. ОУН і УПА. New York - London - Munich - Toronto. 1983.
- Litopys Online. The website of the chronicles of the Ukrainian Insurgent Army. Various works.
- В´ятрович В. М. Друга польсько-українська війна. 1942-1947. - Вид. 2-е, доп. - К.: Вид. дім «Києво-Могилянська академія», 2012. - 368 с.

### باللغة البولندية
- Wołodymyr Wiatrowycz, Druga wojna polsko-ukraińska 1942-1947, Warszawa 2013, ISBN 978-83-935429-1-8
- Za to że jesteś Ukraińcem... : wspomnienia z lat 1944-1947 / wybór, oprac., wstęp i posłowie Bogdan Huk. Koszalin [etc.] : Stowarzyszenie Ukraińców Więźniów Politycznych i Represjonowanych w Polsce, 2012. 400 s. : il. ; 23 cm. ISBN 978-83-935479-0-6
- Sowa، Andrzej (1998). Stosunki polsko-ukraińskie 1939-1947. Kraków. OCLC:48053561.{{استشهاد بكتاب}}:  صيانة الاستشهاد: مكان بدون ناشر (link)
- Motyka، Grzegorz (2006). Ukraińska partyzantka 1942-1960. Warszawa: ISP PAN / RYTM. ISBN 83-7399-163-8. ISBN 978-83-88490-58-3. مؤرشف من الأصل في 2017-03-16. {{استشهاد بكتاب}}: تجاهل المحلل الوسيط |الرقم المعياري= لأنه غير معروف، ويقترح استخدام |ردمك= (مساعدة)
- Motyka, Grzegorz; Wnuk, Rafał (1997). Pany i rezuny: współpraca AK-WiN i UPA 1945-1947 (بالبولندية). Warszawa: Oficyna Wydawnicza Volumen. {{استشهاد بكتاب}}: تجاهل المحلل الوسيط |الرقم المعياري= لأنه غير معروف، ويقترح استخدام |ردمك= (help)

## وصلات خارجية
- Electronic archive of ukrainian liberation movement
- UPA - Ukrainian Insurgent Army نسخة محفوظة 25 فبراير 2021 على موقع واي باك مشين.
- Ukrainian Insurgent Army, Encyclopedia of Ukraine
- Chronicle of the Ukrainian Insurgent Army نسخة محفوظة 22 أكتوبر 2008 على موقع واي باك مشين.
- ОУН-УПА. Легенда Спротиву. نسخة محفوظة 26 نوفمبر 2015 على موقع واي باك مشين.(بالأوكرانية)